# Pieter Hofman (kunstschilder)

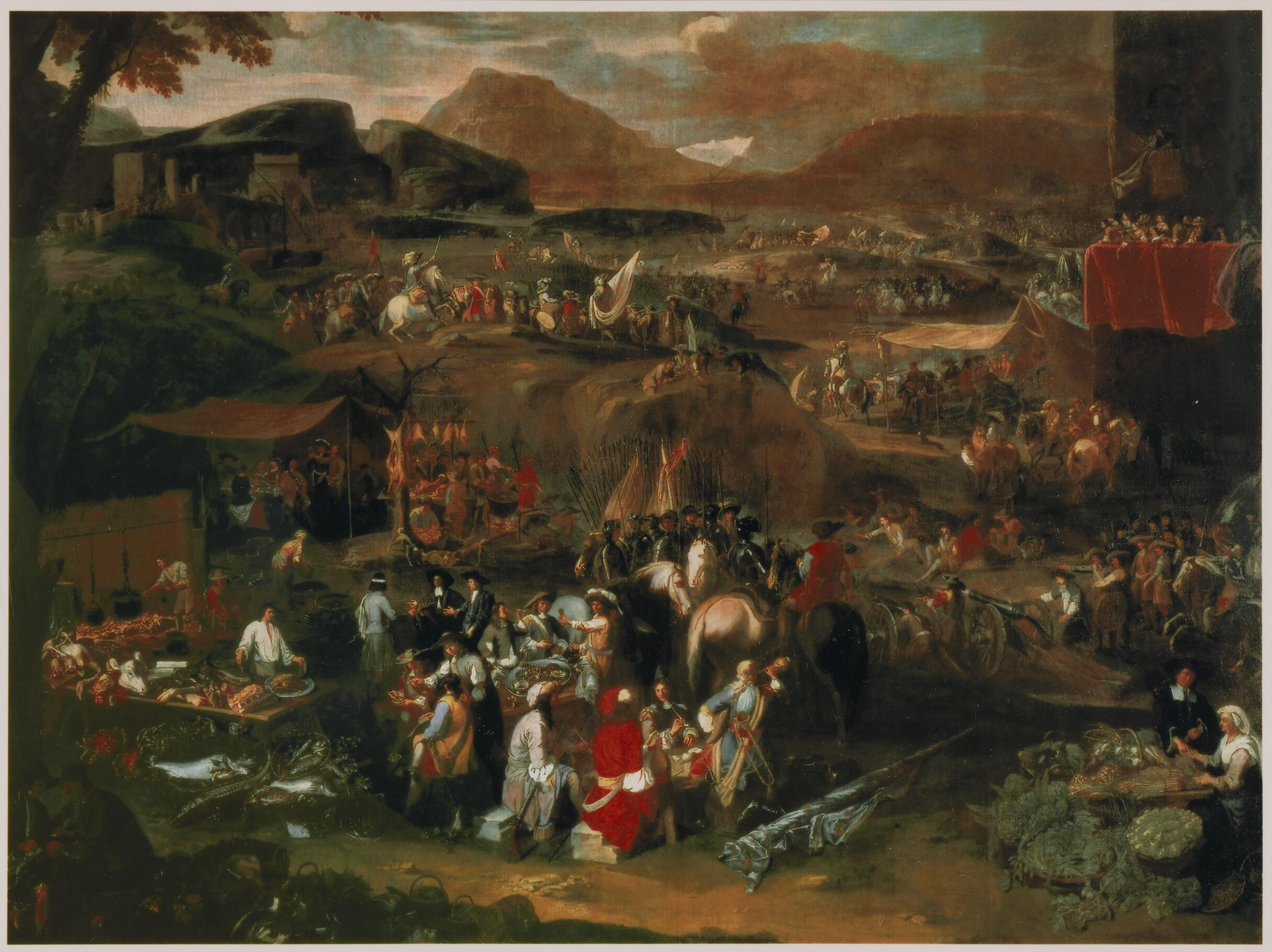
Militair kampement op het Marsveld voor de Ponte Molle met daarachter de Monte Soratte

Pieter Hofman (ca. 1642 in Antwerpen – 1692 in Rome) was een Vlaamse barokschilder. Na zijn opleiding in Antwerpen bracht hij de rest van zijn carrière door in Turkije en Italië, waar hij gevechtstaferelen schilderde.

## Leven
Hij werd waarschijnlijk rond 1642 in Antwerpen geboren. Op de vermoedelijke leeftijd van 14 of 15 jaar werd hij in 1656/57 ingeschreven in the liggeren van het Antwerpse Sint-Lucasgilde als een leerling van de slagschilder Nicolaas van Eyck. Hij reisde in gezelschap van de Antwerpse marineschilder Jan van Essen naar het Ottomaanse Rijk, waar hij verbleef in de periode 1665-1669.
Rond 1674-1675 vertrok Hofman naar Rome. Volgens Luigi Lanzi, een Italiaanse kunsthistoricus uit de achttiende eeuw, was hij in 1675 in Rome leerling of medewerker in het atelier van de slagschilder Jacques Courtois. Hij trouwde op 12 september 1682 in Rome met de Italiaanse Margherita Gambari. In 1688 werd hun zoon gedoopt in de San Lorenzo in Lucina-kerk, een gelegenheid waarbij de bloemenschilder Carel de Vogelaer optrad als peter. Het gezin woonde in de Via della Croce en tussen 1674 en 1692 in de Via Babuino.

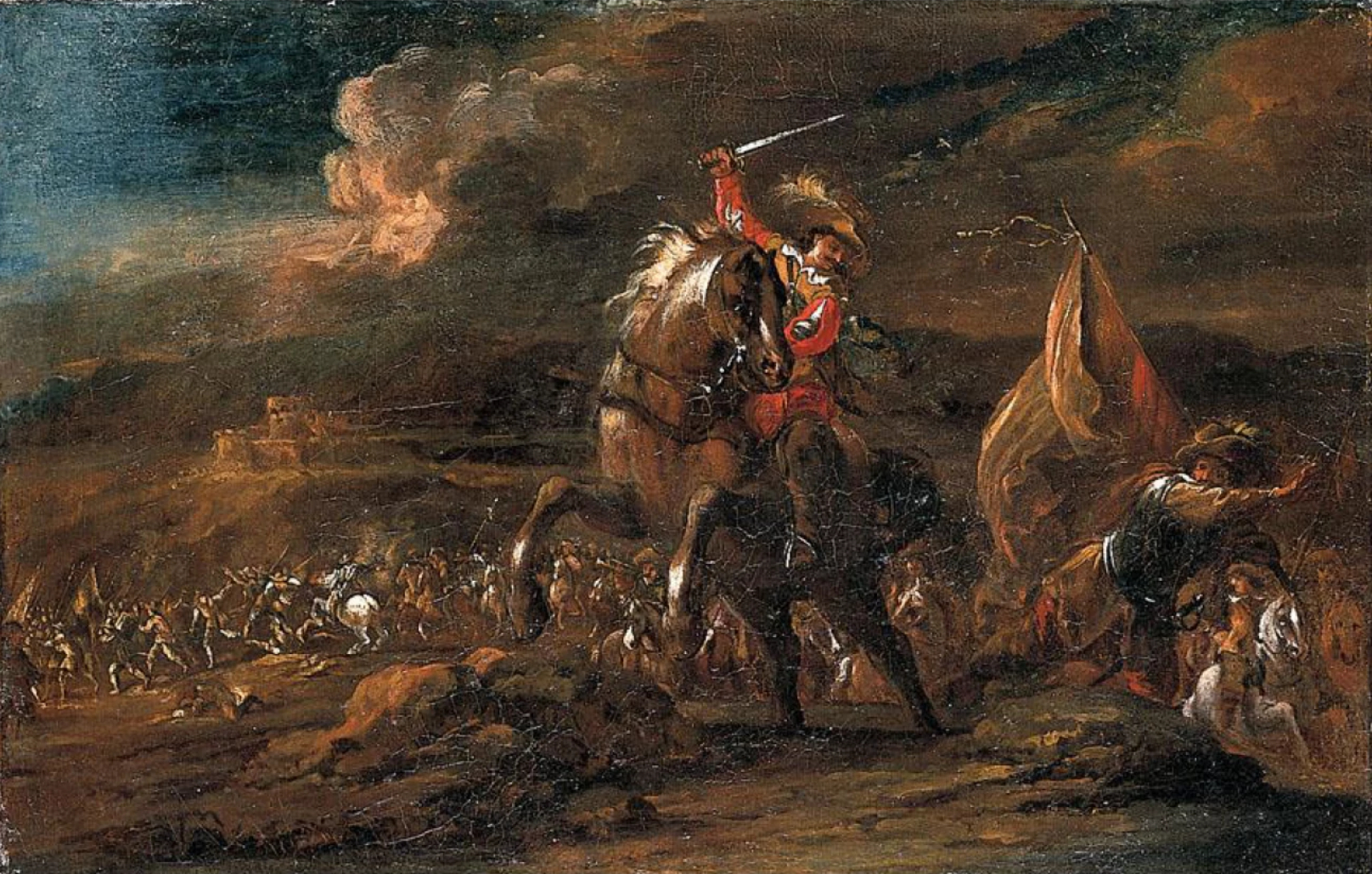
Een cavalerist probeert een vaandeldrager te doden tijdens een slacht

In Rome sloot hij zich aan bij de vereniging van voornamelijk Vlaamse en Nederlandse schilders, genaamd de 'Bentvueghels' (afgekort als de 'bent'). De Bentvueghels lieten nieuwe leden toe in een ceremonie waarin ze een bijnaam kregen, de zogenaamde 'bentnaam'. Hofman kreeg de bentnaam "Janitzer" (Janitsaar, een lid van de elite infanterie-eenheden die de huistroepen van de Ottomaanse sultan vormden). Deze bentnaam verwees waarschijnlijk naar zijn verblijf in Turkije en zijn specialisatie als slagschilder.
Hij stierf in Rome in februari 1692.

## Werken
Hofman staat bekend om zijn schilderijen van veldslagen en cavalerie in gevecht in de stijl van Jacques Courtois. In het bijzonder was hij gespecialiseerd in het schilderen van gevechtsscènes tussen Turken en christenen.